# Réseau en anneau

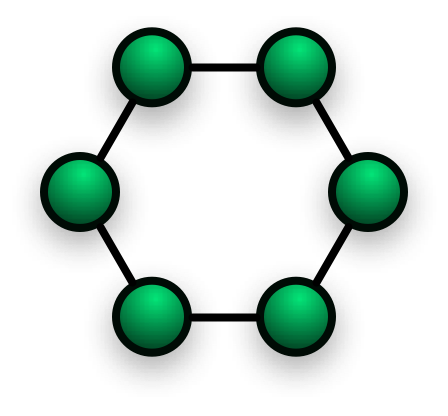
Topologie en anneau

Un réseau en anneau est une forme de réseau informatique visant à raccorder l'ensemble des ordinateurs.
Toutes les entités sont reliées entre elles dans une boucle fermée. Les données circulent dans une direction unique, d'une entité à la suivante. Une entité n'accepte une donnée en circulation sur l'anneau que si elle correspond bien à son adresse. Dans le cas contraire, l'entité en question fait passer la donnée à l'entité suivante.

## L'anneau à jeton
Un exemple d'implémentation du réseau en anneau est l'anneau à jeton. Cette implémentation utilise le protocole Token Ring pour réguler l'accès au réseau. Un « jeton » circule sur le réseau et seule la station qui possède le jeton a le droit d'émettre. NB : le protocole Token_Ring peut s'implémenter aussi bien sur un réseau physique (couche 1 du modèle OSI) qu'en étoile, puisqu'il s'agit d'un protocole géré en couche 2 (liaison de données), et donc indépendant de la topologie.
Avantages :
- La quantité de câble nécessaire est minimale
- Le protocole est simple, il évite la gestion des collisions

Inconvénients :
- Le retrait ou la panne d'une entité active paralyse le trafic du réseau.
- Il est également difficile d'insérer une nouvelle station